# Álvora e Loureda
Álvora e Loureda (oficialmente: União das Freguesias de Álvora e Loureda) é uma freguesia portuguesa do município de Arcos de Valdevez com 10,24 km² de área e 378 habitantes (censo de 2021). A sua densidade populacional é 36,9 hab./km².

## História
Foi constituída em 2013, no âmbito de uma reforma administrativa nacional, pela agregação das antigas freguesias de Álvora e Loureda e tem sede em Álvora.

## Demografia
A população registada nos censos foi:
| Distribuição da População por Grupos Etários | Distribuição da População por Grupos Etários | Distribuição da População por Grupos Etários | Distribuição da População por Grupos Etários | Distribuição da População por Grupos Etários | Distribuição da População por Grupos Etários |
| -------------------------------------------- | -------------------------------------------- | -------------------------------------------- | -------------------------------------------- | -------------------------------------------- | -------------------------------------------- |
| Antes da agregação                           |                                              |                                              |                                              |                                              |                                              |
| Ano                                          | 0-14 anos                                    | 15-24 anos                                   | 25-64 anos                                   | >= 65 anos                                   | Total                                        |
| 2001                                         | 56                                           | 72                                           | 252                                          | 152                                          | 532                                          |
| 2011                                         | 32                                           | 26                                           | 233                                          | 165                                          | 456                                          |
| Após a agregação                             |                                              |                                              |                                              |                                              |                                              |
| Ano                                          | 0-14 anos                                    | 15-24 anos                                   | 25-64 anos                                   | >= 65 anos                                   | Total                                        |
| 2021                                         | 27                                           | 24                                           | 153                                          | 174                                          | 378                                          |